# ایست پیوریا (ایلینوی)
ایست پیوریا، ایلینوی (به انگلیسی: East Peoria, Illinois) یک شهر در ایالات متحده آمریکا با جمعیت ۲۳٬۴۰۲ نفر است که در ایلی‌نوی واقع شده‌است.

## موقعیت جغرافیایی
موقعیت جغرافیایی شهرها و مناطق اطراف به شرح زیر است: